# العلاقات الإماراتية الفيتنامية
العلاقات الإماراتية الفيتنامية هي العلاقات الثنائية التي تجمع بين الإمارات العربية المتحدة وفيتنام.

## مقارنة بين البلدين
هذه مقارنة عامة ومرجعية للدولتين:
| وجه المقارنة                                              | الإمارات العربية المتحدة | فيتنام           |
| --------------------------------------------------------- | ------------------------ | ---------------- |
| المساحة (كم2)                                             | 83.60 ألف                | 331.69 ألف       |
| عدد السكان (نسمة)                                         | 9.40 مليون               | 94.66 مليون      |
| الكثافة السكانية (ن./كم²)                                 | 112.44                   | 285.39           |
| العاصمة                                                   | أبو ظبي                  | هانوي            |
| اللغة الرسمية                                             | اللغة العربية            | اللغة الفيتنامية |
| العملة                                                    | درهم إماراتي             | دونغ فيتنامي     |
| الناتج المحلي الإجمالي (بليون دولار)                      | 382.58 مليار             | 234.19 مليار     |
| الناتج المحلي الإجمالي (تعادل القوة الشرائية) بليون دولار | 640.72 مليار             | 553.42 مليار     |
| الناتج المحلي الإجمالي الاسمي للفرد دولار أمريكي          | 40.44 ألف                | 2.48 ألف         |
| الناتج المحلي الإجمالي للفرد دولار أمريكي                 | 67.67 ألف                | 5.63 ألف         |
| مؤشر التنمية البشرية                                      | 0.835                    | 0.666            |
| رمز المكالمات الدولي                                      | +971                     | +84              |
| رمز الإنترنت                                              | .ae، .امارات             | .vn              |
| المنطقة الزمنية                                           | ت ع م+04:00              | ت ع م+07:00      |

## منظمات دولية مشتركة
يشترك البلدان في عضوية مجموعة من المنظمات الدولية، منها:
| علم المنظمة | اسم المنظمة                        | تاريخ انضمام الإمارات العربية المتحدة | تاريخ انضمام فيتنام |
| ----------- | ---------------------------------- | ------------------------------------- | ------------------- |
|             | مؤسسة التنمية الدولية              | 23 ديسمبر 1981                        | 24 سبتمبر 1960      |
|             | يونسكو                             | 20 أبريل 1972                         | 6 يوليو 1951        |
|             | وكالة ضمان الاستثمار متعدد الأطراف | 20 أكتوبر 1993                        | 5 أكتوبر 1994       |
|             | الأمم المتحدة                      | 9 ديسمبر 1971                         | 20 سبتمبر 1977      |
|             | الفريق المعني برصد الأرض           | ?                                     | ?                   |
|             | الاتحاد البريدي العالمي            | ?                                     | ?                   |
|             | البنك الدولي للإنشاء والتعمير      | 22 سبتمبر 1972                        | 21 سبتمبر 1956      |
|             | المنظمة الهيدروغرافية الدولية      | ?                                     | ?                   |
|             | الاتحاد الدولي للاتصالات           | 27 يونيو 1972                         | 24 سبتمبر 1951      |
|             | منظمة حظر الأسلحة الكيميائية       | ?                                     | ?                   |
|             | مؤسسة التمويل الدولية              | 30 سبتمبر 1977                        | 4 أغسطس 1967        |
|             | منظمة التجارة العالمية             | ?                                     | 11 يناير 2007       |
|             | منظمة الشرطة الجنائية الدولية      | ?                                     | ?                   |

## وصلات خارجية
- موقع وزارة الخارجية الإماراتية
- موقع وزارة الخارجية الفيتنامية